# Brzozów (powiat łowicki)
Brzozów – wieś w Polsce położona w województwie łódzkim, w powiecie łowickim, w gminie Bielawy.
Przez miejscowość przebiega droga wojewódzka nr 703.
W latach 1975–1998 miejscowość należała administracyjnie do województwa skierniewickiego.

## Części wsi
| SIMC    | Nazwa  | Rodzaj    |
| ------- | ------ | --------- |
| 0724229 | Leonów | część wsi |
| 0724235 | Mroga  | część wsi |

## Zabytki
Według rejestru zabytków Narodowego Instytutu Dziedzictwa na listę zabytków wpisane są obiekty:
- zespół dworski, 2 ćw. XIX, XX:
  - dwór, nr rej.: A-948 z 9.12.1993
  - park, nr rej.: A-477 z 16.09.1978